# Panhandle
Panhandle är ett amerikanskt geografiskt begrepp varmed avses en mindre "utstickande" del av ett geografiskt område. Begreppet kan tidigast beläggas i USA under 1850-talet och åsyftar då området i Virginia (nu i West Virginia) mellan Ohio och Pennsylvania.
Panhandle kan syfta på olika geografiska områden i bl.a. USA:
- Alaska Panhandle
- Connecticut Panhandle
- Florida Panhandle
- Idaho Panhandle
- Maryland Panhandle
- Nebraska Panhandle
- North Carolina Panhandle
- Oklahoma Panhandle
- Texas Panhandle

## Orter
- Panhandle, Texas, stad i Texas